# I Am Unicorn
«I Am Unicorn» es el segundo episodio de la tercera temporada de la serie de televisión estadounidense Glee y cuadragésimo sexto de su cómputo general. Escrito por Ryan Murphy, cocreador de la serie, y dirigido por Brad Falchuk, cocreador de la serie, fue estrenado por la cadena Fox el 27 de septiembre de 2011 en Estados Unidos y el 10 de noviembre en México por la misma cadena. Cuenta con el regreso de Shelby Corcoran (Idina Menzel) al programa, para dirigir un Glee Club, rival del principal, en la secundaria William McKinley, aun cuando New Directions, el equipo principal, necesita reclutar miembros. Además, Shelby quiere que Quinn (Dianna Agron) y Puck (Mark Salling), los padres biológicos de su hija adoptiva Beth, sean parte de la vida de Beth. El director de New Directions, Will Schuester (Matthew Morrison) crea un «booty camp» para entrenar a los peores bailarines del Glee Club, y las audiciones el musical,West Side Story , comienzan. En Latinoamérica, se estrenó dos veces, el primero subtitulado y el segundo doblado al español; el título del episodio doblado fue Soy Unicornio.
El episodio, en general, recibió críticas positivas, que iban desde bien a fabuloso, aprobando la recreación de historias olvidadas de la primera temporada. Una de ellas fue la adopción de Beth, y los críticos estaban contentos con la escena en que Puck se encuentra con ella, pero despreciaron la explicación detrás del retorno de Shelby, la de crear un Glee Club.

## Argumento
El director del coro Will Schuester (Matthew Morrison) establece un ‘campo de entrenamiento’ para perfeccionar los pasos de baile de los miembros de New Directions: Finn (Cory Monteith), Mercedes (Amber Riley), Puck (Mark Salling), Kurt (Chris Colfer) y Blaine (Darren Criss), y son entrenados por Mike (Harry Shum Jr.). Como él está demasiado ocupado para dirigir el musical West Side Story, la consejera escolar Emma Pillsbury (Jayma Mays), la entrenadora de fútbol americano Shannon Beiste (Dot-Marie Jones) y el miembro de New Directions Artie Abrams (Kevin McHale) lo dirigen.
Rachel (Lea Michele) y Kurt audicionan, para los papeles principales, Maria y Tony respectivamente; ella interpreta la canción «Somewhere» del musical West Side Story, y él «I'm the Greatest Star» del musical Funny Girl. Más tarde Kurt escucha, a escondidas, a los directores preguntarse si él es suficientemente masculino para el papel. Por lo tanto, decide volver a audicionar y así mostrar su masculinidad, pero los directores no pueden evitar reírse. Por otro lado, Kurt es candidato a presidente de la clase, y es ayudado por Brittany (Heather Morris), quien desea mostrar su singular carácter comparándolo con un unicornio. Sin embargo Kurt siente que sus carteles destacan sólo su lado gay, y se molesta cuando Brittany no escucha sus deseos y decide diseñar los afiches de todos modos. Para encontrar una solución, conversa con su padre, Burt (Mike O'Malley), sobre el problema de su imagen, quien le recomienda que acepte su singularidad. Posteriormente, Kurt cambia de opinión sobre su campaña y le pide disculpas a Brittany, sin embargo se sorprende al saber que ella ha decidido postularse para presidenta de la clase.
Shelby Corcoran (Idina Menzel)—la madre biológica de Rachel, la madre adoptiva de Beth, la hija de Quinn (Dianna Agron) y Puck, y la exdirectora del coro rival de New Directions: Vocal Adrenaline—está buscando talentos para dirigir un segundo coro en la secundaria William McKinley, financiado por el millonario padre de Sugar Motta (Lengies Vanessa). Shelby se acerca a Rachel, Puck y Quinn. Le permite a Puck ver a Beth, pero no a Quinn debido a su mala actitud, apariencia y comportamiento. La entrenadora de porristas Sue Sylvester (Jane Lynch), candidata al Congreso, convence a Quinn de aparecer en un video anti-arte para su campaña. En él Quinn enfrenta Will y lo culpa de su transformación en una chica mala, pero Will la reprende, le recuerda como el coro y sus miembros la han ayudado y pide madurar. Por otro lado, luego de ver una foto de Puck junto a Beth, Quinn rompe en llanto. Posteriormente, decide retomar su aspecto normal, y Will y New Directions le dan la bienvenida al coro. Puck le cuenta a Quinn que se siente orgulloso de ella, a pesar de ello Quinn revela que sólo pretende comportarse así para recuperar a Beth.
Para evitar competir con Kurt, Blaine audiciona para un rol secundario, interpretando «Something's Coming», una de las canciones cantada por Tony. Los directores quedan impresionados, y le preguntan si le gustaría ser Tony. Kurt, que estaba observando a escondidas, se retira del auditorio.

## Producción

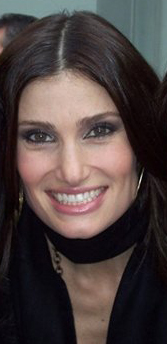
Este episodio mostró el regreso de la estrella de Broadway, Idina Menzel (fotografiada) como Shelby Corcoran.

El episodio fue escrito por el cocreador de la serie Ryan Murphy, dirigida por el cocreador de la serie Brad Falchuk, y fue filmado durante cinco días, desde el 22 de agosto de 2011 hasta el 26 de agosto de 2011. La estrella de Broadway, Idina Menzel, regresa por primera vez desde el final de la primera temporada en el episodio «Journey to Regionals», cuando su personaje Shelby Corcoran adopta a Beth, la hija, recién nacida, de Quinn Fabray (Dianna Agron). El 15 de julio de 2011, se anunció que Menzel volvería a Glee en la tercera temporada "por una actuación que podría abarcar hasta 10 a 12 episodios". El cocreador de la serie Ryan Murphy afirmó, "Estoy muy emocionado de que [...] Idina regresa a la familia. La extrañamos el año pasado y estamos muy contento que vuelva." El artículo también indicaba que su personaje, Shelby, sería "volver de Nueva York a Ohio para unirse a la secundaria William McKinley, como una nueva profesora". Menzel dijo que estaría "de ida y vuelta en Glee, durante toda la temporada", de la cual estaba "muy entusiasmada". Además, la hija adoptiva de Shelby también aparece: Menzel escribió que ella estaba "filmando escenas con bebés". El dibujo del ‘payaso cerdito’ que Puck le lleva a Beth fue dibujado por Falchuk y Agron.
Las estrellas invitadas que aparecen en el episodio incluyen al Director Figgins (Iqbal Theba), la entrenadora de fútbol americano Shannon Beiste (Dot-Marie Jones), la porrista Becky Jackson (Lauren Potter), la estudiante Sugar Motta (Vanessa Lengies) y Menzel como Shelby. El actor recurrente de la segunda temporada, Mike O'Malley, quien interpreta a Burt Hummel, vuelve como una estrella invitada, según un comunicado entregado por la cadena Fox.

## Recepción

### Audiencias
"I Am Unicorn" fue transmitido el 27 de septiembre de 2011 en los Estados Unidos por Fox.Obtuvo una cuota en pantalla de 3.7/10 dentro de la franja demográfica de 18 a 49, y recibió 8,60 millones de espectadores estadounidenses durante su emisión inicial. perdió por segunda semana consecutiva en su franja horaria por el programa NCIS de la cadena CBS, que obtuvo una cuota de pantalla de 4.2/12 en la demográfica 18-49, y también por el segundo episodio de New Girl, seguido de Glee por la cadena Fox, y trajo a una calificación de 4.5/11, fue seguido por 9,28 millones de espectadores. El número de Glee bajó desde la apertura de la temporada la semana anterior, "el proyecto de Piano Purple", que le proporcionó una calificación de 4.0/11 y obtuvo un total de 9,21 millones de espectadores.
En el Reino Unido, "I Am Unicornio" fue visto en Sky1 por 995.000 espectadores. En Australia, el episodio fue seguido por 729.000 espectadores, lo que hizo a Glee el decimoquinto programa más visto de la noche. En Canadá, 1,50 millones de espectadores vieron el episodio, y fue el décimo octavo programa más visto de la semana, subió un 28% desde el primer capítulo que fue seguido por 2,10 millones.

### Críticas
La mayoría de los críticos hizo una valoración positiva del episodio, a pesar de que algunos, como Robert Canning, de IGN, pensaron que estaba simplemente «bien»; le dio una puntuación de 6,5 puntos sobre 10, y Amy Reiter, de Los Angeles Times, dijo que «no sintió admiración [por el episodio]» y que este «carecía de resonancia emocional». Todd VanDerWerff, del A.V. Club, en cambio, calificó el episodio con una “B” y comentó que se trataba de «una clara mejoría respecto del primer episodio de la temporada». Asimismo, alabó la manera en que «proporcionaba un núcleo emotivo a todas las historias». Anthony Benigno, del The Faster Times, describió el episodio como «una de las horas más ajusta, mejor realizada e interpretada y entretenida» de Glee desde hacía mucho tiempo; John Kubicek, de BuddyTV, por su parte, dijo que se trataba de «la quinta esencia de Glee» y que «la serie es una vez más un unicornio mágico y fabuloso». Bobby Hankinson, del Houston Chronicle, comentó sentirse «encantado», «conmovido» y «entusiasmado» por lo que estaba por llegar.
La reaparición de historias dejó pendiente el final de la primera temporada se observó con la aprobación por Samantha Urban de The Dallas Morning News y VanDerWerff, que tanto mencionan no sólo el problema mayor sobre el bebé de Quinn y Puck, sino también el amor, la combinación y la variedad de Artie, agregando a Rachel y Shelby , y el estilo de la relación de Will y Emma.El hecho de que Shelby había sido contratada para formar un segundo grupo de coro en la escuela McKinley, sin embargo, fue recibida con agravio por ambos revisores Urban lo llamó «horrible e idiota» y otros también.Reiter encontró la idea incomprensible, Brett Berk de la revista Vanity Fair escribió: "dados los problemas que Will tiene para completar su propio conjunto de cantantes, este plan es tan realista como la idea de que Michelle Bachman funde una asociación rival de PFLAG en la Liberty University.  Vicki Hyman de The Star Ledger califica la noción de la decisión Shelby de abandonar una carrera desarrollada en Broadway debido a que se estaba perdiendo ver crecer a su hija para tomar un trabajo de medio tiempo en Lima como «muy ridícula» , y califico todo la escena como "un poco extraño".
El efecto del regreso de Shelby sobre Puck evocó la mayoría de los elogios. Benigno llamó a la parte en el Puck está con Bet como "la mejor escena de esta nueva temporada", The Hollywood Reporter Lesley Goldberg dijo que era "un momento extraordinario", y Abby West de Entertainment Weekly lo denominó como "la escena más dulce de la noche". VanDerWerff también calificó de "muy dulce", y expresó su esperanza de que "el espectáculo van a sugerir con algo para que él hiciera después de su mayoría relegándolo al extraño alivio cómico al igual que la temporada pasada". El efecto del regreso de Quinn fue recibido con menos entusiasmo. Reiter comento "no estaba muy emocionada" por la posibilidad de una batalla de protección entre Quinn y Shelby y calificó el plan de Quinn "a medias", y Canning desestimó el "método dramático".Kubicek expresó interés en ver "dónde va esto", y VanDerWerff señaló que Quinn ha sido "duelo dando a su hijo todo el tiempo y ella ni siquiera lo sabía", y lo caracterizó como un "argumento bastante potente".